# Bourreria polyneura
Bourreria polyneura är en strävbladig växtart som beskrevs av Otto Eugen Schulz. Bourreria polyneura ingår i släktet Bourreria och familjen strävbladiga växter. Inga underarter finns listade i Catalogue of Life.